# Francisco Javier Ramírez Acuña
Francisco Javier Ramírez Acuña (Jamay, Jalisco; 22 de abril de 1952) es un político mexicano, miembro del  Partido Acción Nacional. Ha sido presidente municipal de Guadalajara (1997-2000), Gobernador de Jalisco de 2001 a 2006 y entre el 1 de diciembre de 2006 y el 15 de enero de 2008, fecha en que renunció al cargo, Secretario de Gobernación en el gobierno de Felipe Calderón Hinojosa. Fue elegido diputado federal por el Distrito X de Jalisco a la LXI Legislatura, Presidente de la Cámara de Diputados de 2009 a 2010 y Coordinador de la fracción del PAN desde septiembre de 2011, desde el 1 de septiembre del 2024 se desempeña como Senador de la república por el principio de primera minoría por Jalisco para ejercer en las LXVI y LXVII Legislaturas del Congreso de la Unión de México. 

## Carrera política
Francisco Ramírez Acuña es licenciado en derecho por la Universidad de Guadalajara, ingresó al PAN en 1969 donde ha ocupado cargos como líder juvenil, miembro del comité estatal y secretario general del mismo, candidato a diputado local y federal y a presidente municipal de Guadalajara. Contendió a la presidencia de Zapopan y quedó como regidor panista.
En dos ocasiones fue diputado al Congreso de Jalisco la primera en 1973 llegando a ser en aquel momento el diputado más joven en la historia de Jalisco, la segunda llegó a ser Coordinador de su fracción (1979). Luego de representarlo ante el órgano electoral, al llegar al Gobierno de Jalisco, el gobernador Alberto Cárdenas Jiménez lo nombró director del SISTECOZOME, la corporación de transporte colectivo de la Zona Metropolitana de Guadalajara, dejó el cargo en 1997 para ser candidato del PAN a alcalde de Guadalajara, donde obtuvo el triunfo y ejerció el cargo de 1998 a 2000, cuando lo dejó para ser candidato a gobernador de Jalisco.
En las elecciones de 2000 compitió contra el candidato del PRI, Jorge Arana Arana, obteniendo el triunfo por un margen muy reducido (2%), inició su gobierno el 1 de marzo de 2001. Su obra de gobierno se caracterizó por el impulso a las obras de infraestructura, destacando la carretera regional Guadalajara-Puerto Vallarta, los ingresos sur (Av. López Mateos) y oriente (Nodo Revolución), se impulsó el rescate y restauración de la zona arqueológica Los Guachimontones, en Teuchitlán y doto a los municipios de Museos, bibliotecas y casa de la cultura. La modernización del tramo Tepatitlán–Arandas, y a través del PACE realizó obras como banquetas, puentes y plazas cívicas en los municipios. Jalisco logró ser el estado de la república que más proyectos tuvo del programa federal 3X1 en el que invirtieron los paisanos radicados en USA.
Tuvo importantes obras educativas. Al construir una Universidad o Instituto Tecnológico en cada una de las 12 regiones del estado y abrió sus puertas el Museo Interactivo Trompo Mágico, el primer museo de América Latina con la categoría de cuarta generación.
Se creó la Secretaria del Trabajo, la Secretaria de Desarrollo Humano, el Instituto Jalisciense de las Mujeres y el Instituto Jalisciense de la Juventud. Además se realizó una defensa firme del Lago de Chapala ante la federación y estados de la cuenca, exigiendo el cumplimiento de los acuerdos y los trasvases que le permitieron asegurar su supervivencia.
Durante todo el sexenio Jalisco no dejó de ser campeón del deporte triunfando año con año en la olimpiada nacional infantil y juvenil, además consiguió la sede para los juegos panamericanos Guadalajara 2011. Jalisco mantuvo el liderazgo en la producción de electrónica y telecomunicaciones, leche, huevo, maíz forrajero, carne de pollo, ganado porcino, joyería y calzado de dama.
Se consolidó el programa de regionalización, permitiendo orientar recursos, acciones y obras estratégicas, entre ellos la construcción de rellenos sanitarios, dotación de ambulancias, creación de agencias del Ministerio Público fijas y otras itinerantes, así como Centros Integrales de Justicia Regional y la construcción del edificio de Ciencias Forenses.
A un año de haber iniciado su gestión, el 4 de mayo de 2002, fuerzas de seguridad pública estatales, federales y municipales irrumpieron en un rave que se realizaba en Tlajomulco de Zúñiga en busca de drogas. En la redada cerca de 1500 jóvenes fueron obligados a tirarse al piso a punta de pistola, donde permanecieron por tres horas. El resultado del cateo fueron 348 pastillas y 620 gramos de marihuana. Tras el incidente, 60 personas levantaron una denuncia ante la Comisión Estatal de Derechos Humanos. Nunca se abrió una investigación para deslindar responsabilidades por la violación de derechos humanos.
Durante su gobierno tuvo lugar en Guadalajara, en mayo de 2004, la cumbre de jefes de Estado y de gobierno de América Latina, el Caribe y la Unión Europea, durante su realización ocurrieron en Guadalajara violentas manifestaciones de grupos altermundistas -destruyendo mobiliario urbano, aparadores comerciales, haciendo pintas en los templos coloniales más antiguos de esa ciudad y agrediendo severamente a policías dotados con equipo antimotines- contra la cumbre, la fuerza pública reprimió severamente estas manifestaciones, según varias versiones incurriendo en violaciones a los derechos humanos, por lo cual ha sido acusado por Amnistía Internacional  y por la Comisión Nacional de Derechos Humanos de México de ser responsable, como Gobernador de Jalisco, de tomar decisiones que derivaran en arrestos injustificados, lesiones y casos de tortura en contra de participantes en dichas manifestaciones. "Sólo tomaron en cuenta las declaraciones de los globalifóbicos, sin escuchar los motivos de las fuerzas de seguridad pública, siendo que ellos advirtieron días antes que venían a incendiar Guadalajara", aseguró Ramírez Acuña. 
Las más importantes organizaciones de la iniciativa privada celebraron su nombramiento como secretario de Gobernación, debido a su fama de mano dura y apego estricto a la ley.
Sin embargo el gobierno de FRA no se destacó de ser un gobierno que respetara las instituciones de derechos humanos, mostrando su repudio total, en una declaración hecha por FRA declaró “Mejor que investiguen a esa Comisión de Derechos Humanos, que es un instituto inútil, que nomás anda persiguiendo a la gente buena” 

.
Considerado quien en su momento "destapó" a Felipe Calderón como candidato presidencial, a una llamada de atención del Presidente Fox por tal hecho respondió con la frase: "A mi sólo me regañan los jaliscienses". Como funcionario público se distingue por ser el hombre fuerte del panismo en Jalisco, su estado natal y el orquestador del resurgimiento de los llamados “panistas tradicionales” en aquel lugar.  
Solicitó licencia como gobernador de Jalisco tres meses antes de terminar su periodo para ser designado secretario de Gobernación por el presidente Felipe Calderón Hinojosa, 
El 15 de enero de 2008 renunció al cargo de Secretario de Gobernación, siendo sustituido por Juan Camilo Mouriño, hasta ese momento Jefe de la Oficina de la Presidencia.